# Lovro Smolčić
Lovro Smolčić je športski djelatnik iz Apatina. 1988. je dobio Spartakovu nagradu, najviše vojvođansko priznanje u športu. Nagradu je dobio za višegodišnje organiziranje radničkih športskih igara, za rad u Mladost iz Apatina te za rad u nogometnoj organizaciji kao dužnosnik vojvođanskog Saveza za tjelesnu kulturu (SOFK).